# Nový židovský hřbitov v Náchodě
Nový židovský hřbitov se nachází na jihozápadním okraji města Náchod v Královéhradeckém kraji.

## Historie a popis
Ve městě jsou známy dva židovské hřbitovy, starý a nový. Starý židovský hřbitov se nacházel na křižovatce ulic Českých bratří a Na Hamrech a v současnosti je na jeho místě park s pamětními deskami.
V roce 1925 byl v nedaleké ulici U Zastávky zřízen nový židovský hřbitov, jenž byl i přes praktickou likvidaci místní židovské komunity využíván i po druhé světové válce.
Bývalá obřadní síň, kterou projektoval architekt A. Kurz, je v současnosti využívána k obytným účelům. Vybudována byla rovněž vozovna a hrobnický dům.
Údajně již v 16. století byla ve městě postavena také synagoga, jež byla v 18. a 19. století přestavována, a roku 1964 pak zbořena.